# Anonymus

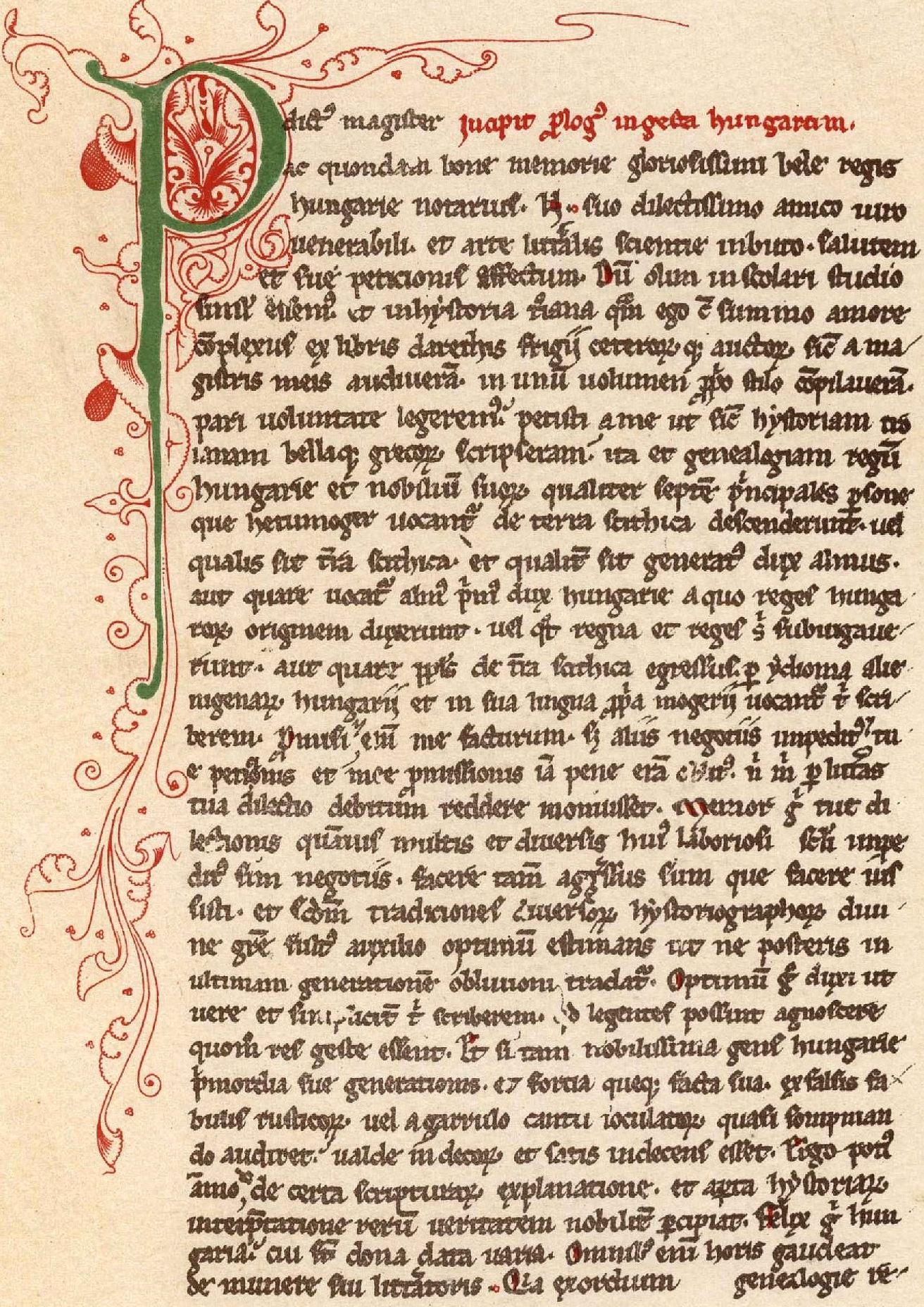
A Gesta Hungarorum kezdőlapja

Anonymus, vagy Bele Regis Notarius (a. m. Béla király [Névtelen] Jegyzője; kb. a 12. század vége – 13. század eleje), krónikás és az egyik Béla nevű magyar király jegyzője (feltehetően III. Béláé, de minthogy pontos születési évét nem ismerjük, nem lehetünk bizonyosak benne). Nevének jelentése: Névtelen. Keveset tudunk róla; latinizált nevének kezdőbetűje mindenesetre P-vel kezdődik, mert magát csak „P. mester”-ként jelölte („P. dictus magister”, az általános filológiai értelmezés szerint „P.-nek mondott mester”, másik értelmezés szerint a "Prae dictus magister"-t rövidítette, ami azt jelenti, hogy előbb említett mester. E szerint lehet, hogy a ma ismert példány egy másolat, melyben már nem említik az író teljes nevét).

## Élete, működése
Pontos adataink sem a születési és halálozási idejéről, sem személyéről nincsenek, de a történelemtudomány elfogadta, hogy III. Béla király névtelen (latinul: anonymus) jegyzője volt (egyes kutatások szerint személye azonos Péter győri püspökkel). Krónikáját Béla király halála után - tehát egy másik király uralkodása idején - írta meg. Anonymus a magyar honfoglalás történetének legrészletesebb megírója, valamint tőle tudjuk a törzsfők neveit is (de ez utóbbiakat a történészek nem tartják hitelesnek). Művének, a Gesta Hungarorumnak egyetlen, 13. századi példánya az Országos Széchényi Könyvtárban található. A latinul írt művet Lethenyey István pécsi kanonok (1791), Mándy István (1799) és Szabó Károly (1860) fordították magyarra. Művének korai kiadása Mátyás Flóriántól való.
Munkájának legfontosabb forrása Regino prümi apát, akinek minden tévedését is átvette. A hazai kutatás az 1930-as években figyelt fel P. mester egy egyik lehetséges nyugati latin nyelvű olvasmányára, az angliai Geoffrey of Monmouth Historia Regum Britanniae címen ismert gestájára. Az előszóból kiderül, hogy iskolai tanulmányait Nyugat-Európában, valószínűleg Párizsban végezte, és ott ismerkedett meg a regényes geszta újszerű műfajával, melyet mintául vett a magyar honfoglalás történetének megírásához. A Gesta Hungarorum és a Historia motivum kincseinek egyezéseit igen alapos vizsgálat tárgyává tette a forrásként említett Bácsatyai Dániel cikke.
A Gesta Hungarorum a születőben lévő, kísérletező kedvű hazai irodalomnak egyedi, a középkori gesztaírásban páratlan példája. Helyi vonatkozásaiból annyi állapítható meg biztosan, hogy a szerző a Felső-Tisza vidékéről származott, és az itt birtokos Abákhoz szoros kapcsolat fűzte.

## Munkásságának értékelése
Magyarország és különösen, annak részeként, Erdély honfoglalás kori történetének vizsgálata során más írott források hiányában nagy jelentőségre tett szert Anonymus Gestája.
Az 1210 körül írott regényes honfoglalás-történet szerzője ízig-vérig saját korának embere volt, művében mindenekfelett a maga korának viszonyai, törekvései tükröződnek. Anonymus a magyar nemesség érdekeit tartja szem előtt, és azt akarja művével bizonyítani, hogy a honfoglalás korának nemzetségei ugyanolyan jogokkal rendelkeznek, mint maguk az Árpádok, hiszen ők küzdöttek meg minden talpalatnyi magyar földért.
A valós eseményekről azonban három évszázad távolából a szerzőnek még ködös elképzelései sincsenek. Írásának szereplői, különösen, ami a honfoglalók ellenfeleit illeti, saját írói képzeletének termékei. Földrajzi nevekből kiindulva alkotta meg Laborcy bolgár, Turzol kun, Zobur cseh, Gelou vlach és Glad vidini bolgár harcosokat. Salán és Ménmarót is saját – részben népmondai eredetű – írói alkotásai.
A honfoglaló magyarok valós ellenfeleiről (I. Szvatopluk morva fejedelemről, fiáról, II. Szvatoplukról, Mojmir, Arnulf keleti frank király és Braszlav pannóniai hűbérúr, I. Simeon bolgár cár, Luitpold bajor herceg) Anonymus nem tud. Ugyancsak nincs tudomása a honfoglalást lezáró pozsonyi csatáról, a bolgárokon kívül nem ismeri a honfoglalók tényleges ellenfél-népeit (morvák, szlovének, karantánok, frankok, bajorok) sem. Az általa kitalált ellenséges népek a 12. század etnikai viszonyairól tanúskodnak. Magyar hősei is a 12. századi nagyurak nagyrészt kitalált „felmenői”. Bronzkori földvárak még látható maradványait teszi meg a honfoglalás fontos helyszíneivé, mint Alpár esetében. Ugyancsak mély ellentét van a honfoglaló magyarok tényleges harcmodora és az Anonymus által leírt harci cselekmények között. A Brenta menti csata során a kalandozó magyarok harc közbeni, erőszakos átkelést hajtottak végre sebes vizű Brentán, Pozsonynál éjjel teljes fegyverzetben keltek át a Dunán. A következő évtizedekben tucatnyi alkalommal keltek át nagy európai folyókon, egyszer még az Ebrón is. Anonymus nyomán viszont sok történész azt hangoztatta, hogy a honfoglaló magyarok számára a Kárpát-medence kisebb folyói évekig-évtizedekig akadályt képeztek.
Különösen nagy hatással volt Anonymus meséje az Erdély történetével foglalkozó későbbi történészek számára, beleértve a románokat is, akik a dakoromán kontinuitás elméletének bizonyítékát vélték megtalálni benne.

## Szövegkiadások
- Anonymi Belae regis notarii Historia Hungarica de septem primis ducibus Hungariae. Collegii Academici Societatis Jesu Kassa, 1772
- Anonymus az az Béla királynak nevetlen író deákja, a' ki ama hét-magyaroknak Szittyából Álmos hertzeg vezérlése alatt lött ki-jövetelüket meg-írta; ford. Lethenyei János; Trattner Ny., Pest, 1790
- Magyar Sunád, avagy I. Béla királynak nevetlen író-deákja, kit az ő hét fő magyar vezérekről írt deák historiájából magyarba öltöztetve előállított Szatmár vármegye egy legkisebb hites tagja M. M. I.; ford. Mándy István; Szigethy Ny., Debrecen, 1799
- Béla király névtelen jegyzőjének könyve a magyarok tetteiről; ford. Szabó Károly; Ráth, Pest, 1860 (Magyarország történetének forrásai)
- Béla király névtelen jegyzőjének könyve a magyarok viselt dolgairól; közli Fejérpataky László; MTA, Bp., 1892
- Magyar Anonymus. Béla király jegyzőjének könyve a magyarok cselekedeteiről; ford., bev., jegyz., térk. Pais Dezső; Magyar Irodalmi Társaság, Bp., 1926 (Napkelet könyvtára)
- Gesta Hungarorum. P. Magister, quondam Bele regis Hungariae notarius; szerk. Juhász László; Egyetemi Ny.–Teubner, Bp.–Lipcse, 1932 (Bibliotheca scriptorum medii recentisque aevorum)
- Gesta Hungarorum. Béla király jegyzőjének könyve a magyarok cselekedeteiről; ford., jegyz. Pais Dezső, bev., jegyz. kieg. Györffy György; hasonmás kiad.; Magyar Helikon–Európa, Bp., 1975
- Die "Gesta Hungarorum" des anonymen Notars. Die älteste Darstellung der ungarischen Geschichte; szerk. Veszprémy László, Gabriel Silagi; Thorbecke, Sigmaringen, 1991 (Ungarns Geschichtsschreiber)
- A magyarok cselekedetei; ford. Veszprémy László, Bollók János, utószó, jegyz. Veszprémy László; Osiris, Bp., 1999 (Millenniumi magyar történelem. Források)
- Anonymus notarius: Gesta Hungarorum / Faptele ungurilor; ford., előszó, bev., jegyz. G. Popa-Lisseanu; Mentor, Bucureşti, 2001 (Restituiri)
- Gesta Hungarorum. Béla király jegyzőjének könyve a magyarok cselekedeteiről; ford., jegyz. Pais Dezső, jegyz. kieg., térképek Györffy György, bev., szöveggond. Thoroczkay Gábor; Szt. István Társulat, Bp., 2003 (Szent István könyvek)
- Gesta Hungarorum; szerk., angolra ford., jegyz. Martyn Rady Veszprémy László; CEU Press, Bp.–New York, 2010 (Central European medieval texts)

## Irodalom

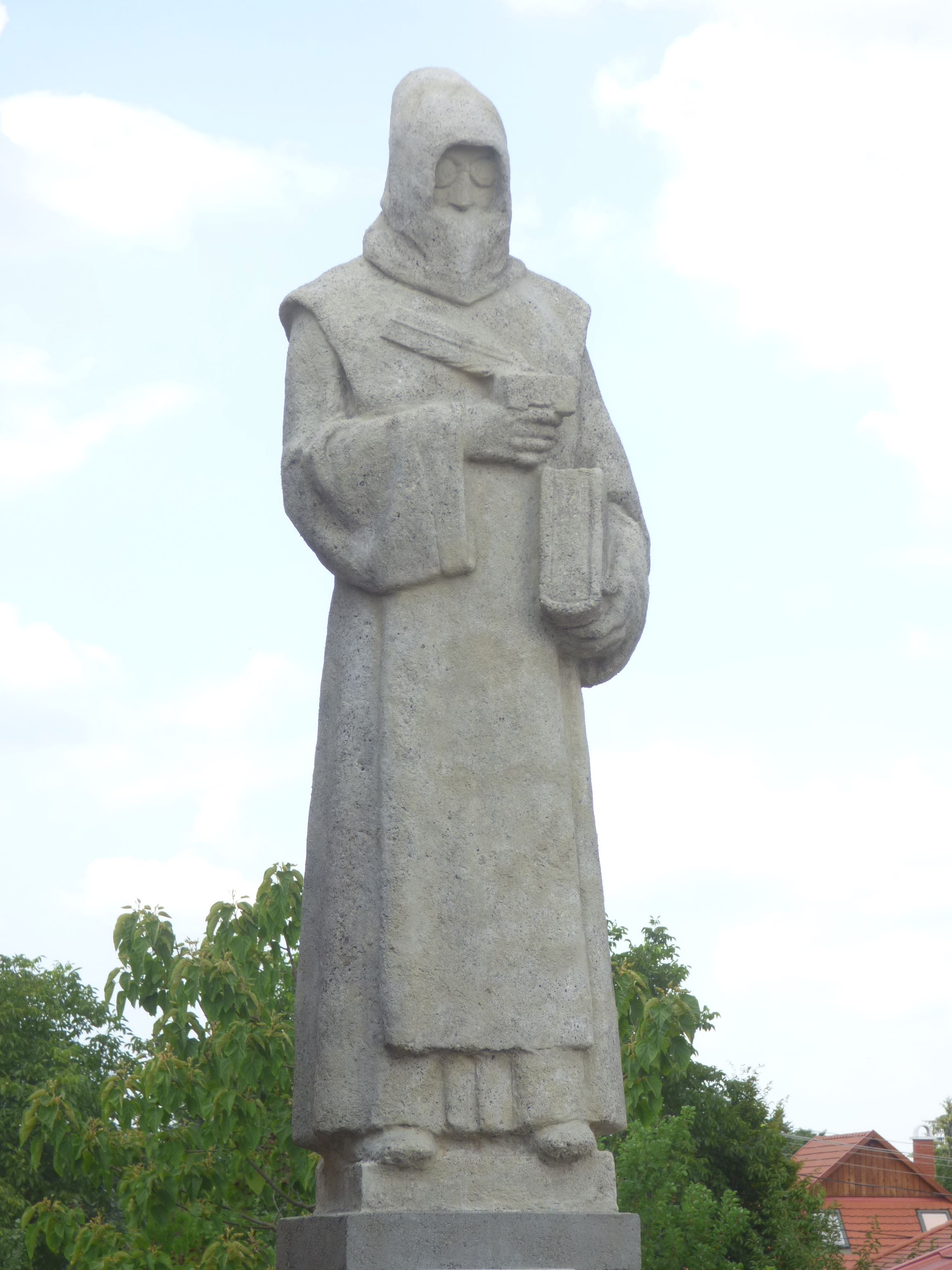
Anonymus szobra a székesfehérvári Bory-várban, Bory Jenő alkotása

### Szépirodalmi feldolgozások
- Anonymus: Gesta Hungarorum. III. Béla király jegyzőjének könyve a magyarok cselekedeteiről; latinból ford. Pais Dezső, prózából versadaptáció Oromszegi Ottó; szerzői, Bp., 1994
- Vajay Szabolcs: Én, Anonymus. Önéletrajz; Argumentum, Bp., 1998
- Schmöltz Margit: A sólyom szárnyat bont; Szeged, Lazi Könyvkiadó, 2020. https://moly.hu/konyvek/schmoltz-margit-a-solyom-szarnyat-bont
- Schmöltz Margit: Sólymok fellege; Szeged, Lazi Könyvkiadó, 2022. https://moly.hu/konyvek/schmoltz-margit-solymok-fellege